# Сиракава, Ёсинори
Сиракава Ёсинори (яп. 白川 義則, 24 января 1869 — 26 мая 1932) — генерал Японской императорской армии.
Сиракава Ёсинори родился в самурайской семье в Иё, в молодости ходил в военную подготовительную школу, специализировался в сапёрном деле, впоследствии служил в 21-м пехотном полку. В 1890 году он окончил Рикугун сикан гакко, и в следующем году получил лейтенантское звание.
В 1893 году Сиракава Ёсинори поступил в Рикугун дайгакко, однако в следующем году ему пришлось прервать обучение из-за начала японо-китайской войны. После войны он вернулся к учёбе, и по окончании Академии в 1899 году получил звание капитана и стал командиром 21-го пехотного полка. В 1902 году Сиракава стал служить в Императорской гвардии.
В 1903 году Сиракава Ёсинори был произведён в майоры, после начала русско-японской войны вернулся на должность командира 21-го пехотного полка, во время войны продвинулся по службе до должности начальника штаба 13-й дивизии. В 1907 году получил звание подполковника, в 1909 году стал полковником и командиром 34-го пехотного полка.
В июне 1911 года Сиракава Ёсинори стал начальником штаба 11-й дивизии, а позднее в том же году был произведён в генерал-майоры. В 1913—1915 годах командовал японскими войсками, передислоцированными на территорию Китая, в 1915—1916 командовал 9-й пехотной бригадой. В 1916—1919 годах служил при Отделе личного состава Министерства армии, в 1919 году был произведён в генерал-лейтенанты и стал комендантом Рикугун дайгакко. В 1921 году стал командиром 11-й дивизии, а с 1922 — командиром 1-й дивизии.
В 1922—1923 годах Сиракава Ёсинори был заместителем министра армии (при министре Яманаси Хандзо). После короткой службы на посту главы Армейского департамента аэронавтики, Ёсинори Сиракава стал главнокомандующим Квантунской армией, и прослужил на этом посту с 1923 по 1926 годы. В 1926—1932 годах был членом Высшего военного совета, в 1927—1929 — министром армии.
В связи с тем, что напряжённость в отношениях с Китаем нарастала, 25 февраля 1932 года Сиракава Ёсинори был командирован в Китай и принял командование над Шанхайской экспедиционной армией, которая вела бои во время Первого Шанхайского сражения. 29 апреля 1932 года, во время празднования представителями японской армии Дня рождения императора в шанхайском парке Хункоу от взрыва бомбы, устроенного корейским борцом за независимость Юн Бон Гилем, Сиракава Ёсинори получил смертельные ранения, и 26 мая умер. Посмертно он был награждён Орденом Восходящего солнца 1-го класса с Орденом Цветов паволвнии, Орденом Золотого коршуна 2-го класса, и удостоен дворянского титула «дансяку» («барона») в соответствии с системой аристократических рангов «кадзоку». Его останки были разделены: часть захоронена на его родине в Мацуяме, а часть — на токийском кладбище Аояма.